# Invit
En invit (engelska: Invite) är en inbjudan till en specifik internettjänst. Detta möjliggör för existerande, ibland betalande, användare att låta vänner och bekanta prova på tjänsten.

## Användningsområden
Användningsområdet för inviter är oftast till olika fildelartjänster, betaprovning av olika program och nu senast för lagliga musik- och filmströmningstjänster såsom Spotify och Voddler. Vid lanseringen krävde ex. Gmail att man hade fått en invit för att få ett e-brev-konto. Dessa olika tjänster är oftast engelskspråkiga och det saknas en bra motsvarande svensk beteckning.